# Torill Eidsheim

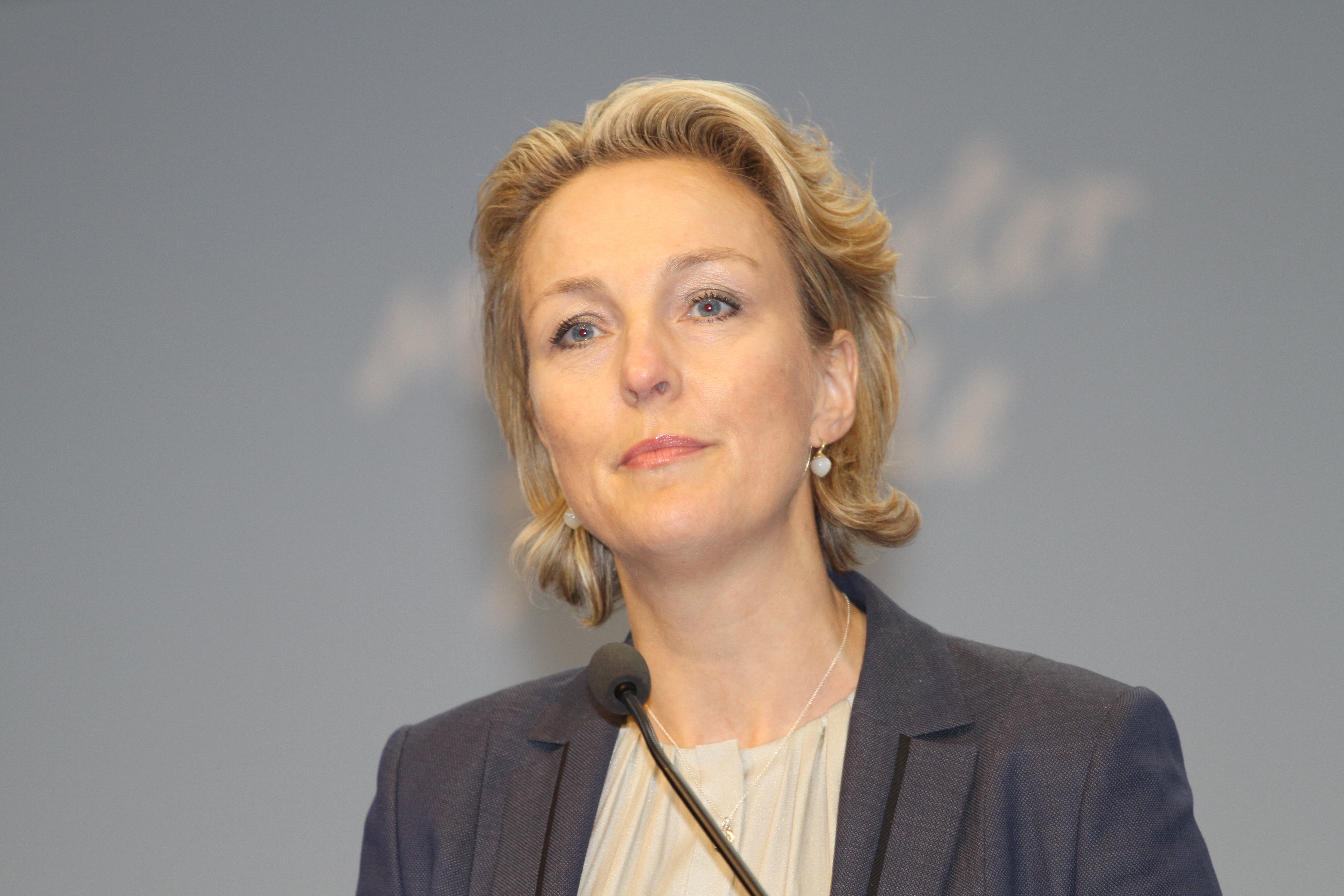
Torill Eidsheim, 2017

Torill Eidsheim (* 8. April 1970 in Lindås) ist eine norwegische Politikerin der konservativen Partei Høyre. Von 2013 bis 2021 war sie Abgeordnete im Storting.

## Leben
Nach dem Abschluss der weiterführenden Schule im Jahr 1994 studierte sie Webdesign an der Hochschule Bergen und arbeitete ab 1994 in unterschiedlichen Stellen im Bereich des grafischen Designs. In den Jahren 1999 bis 2003 war sie Mitglied im Kommunalparlament der damaligen Kommune Radøy, zwischen 2007 und 2013 saß sie im Fylkesting der damaligen Provinz Hordaland.
Eidsheim zog bei der Parlamentswahl 2013 erstmals in das norwegische Nationalparlament Storting ein. Dort vertrat sie den Wahlkreis Hordaland und wurde Mitglied im Transport- und Kommunikationsausschuss. Nach der Wahl 2017 begann sie ihre Tätigkeit im Gesundheits- und Pflegeausschuss, bevor sie im Januar 2020 in den Kommunal- und Verwaltungsausschuss wechselte. Im Vorfeld der Stortingswahl 2021 gelang es ihr nicht, erneut einen Platz auf der Wahlliste der Høyre-Partei in Hordaland zu erhalten. Eidsheim schied in der Folge im Herbst 2021 aus dem Storting aus.
Sie ist mit dem Parteikollegen und ehemaligen Storting-Abgeordneten Sigurd Hille verheiratet.